# Leandro Mosca
Leandro Ausibio Mosca (Recanati, 5 de setembro de 2000) é um jogador de voleibol italiano que atua na posição de central.

## Carreira

### Clube
Criado no Osimo Volley, na temporada 2016–17 ingressou na equipe federal do Club Italia, onde jogou nos três anos seguintes. Novamente na Série A2, categoria em que também jogou na temporada 2019–20 quando foi registrado pelo Peimar Volley; além do título da Liga Júnior, conquistada com o clube juvenil do Lube Volley.
Na temporada 2020–21 estreou na primeira divisão do campeonato italiano após ser contratado pelo Allianz Milano, com a qual conquistou a Taça Challenge de 2020–21. Depois de dois anos atuando na capital da Lombardia, em 2022 o atleta transferiu-se para o Verona Volley, ainda na primeira divisão italiana.

### Seleção
Em 2018 foi convocado pela seleção italiana sub-20 para o Campeonato Europeu, enquanto em 2019 conquistou a medalha de prata no Campeonato Mundial Sub-21.
Em 2021 recebeu a sua primeira convocação para a seleção adulta italiana, sendo depois incluído no elenco da Liga das Nações, terminando o campeonato na décima colocação. No ano seguinte conquistou o título do Campeonato Mundial de 2022 ao vencer a seleção polonesa por 3 sets a 1.

## Títulos
Allianz Milano
- Taça Challenge: 2020–21

## Clubes
| Anos      | Clube              |
| --------- | ------------------ |
| 2016–2019 | Club Italia        |
| 2019–2020 | Peimar Volley      |
| 2020–2022 | Allianz Milano     |
| 2022–     | Rana Verona Volley |